# Крайссиг, Ханс
Ханс Крайссиг (нем. Hans Kreissig; 1856 — 28 декабря 1929) — американский дирижёр немецкого происхождения.
Учился сперва в Германии, затем в Лондоне у Артура Салливана. Выступал аккомпаниатором корнетиста Джулса Леви. С 1884 г. жил и работал в США, в Далласе, первоначально как преподаватель фортепиано и органа. В 1886—1912 гг. он возглавлял мужской хор «Даллаское хорошее настроение» (нем. Dallas Frohsinn) — одну из наиболее значительных музыкальных институций города; некоторое время он также руководил другими хорами и камерными ансамблями.
В 1900 г. Крайссиг предпринял первую попытку создания в Далласе полупрофессионального оркестра. Несмотря на то, что оркестр дал лишь один концерт в этом году и ещё один в следующем, а следующий постоянно действующий музыкальный коллектив этого рода возник в Далласе лишь спустя 10 лет, современный Далласский симфонический оркестр считает датой своего зарождения появление оркестра Крайссига и выпустил специальный юбилейный диск к столетию этого события.